# رئیس دادگاه استیناف مالزی
رئیس دادگاه استیناف مالزی (به انگلیسی: President of the Court of Appeal of Malaysia) (مالایی: Presiden Mahkamah Rayuan)، سمت و عنوان معاون رئیس نظام قضایی مالزی است. این عنوان از رور ۲۴ ژوئن ۱۹۹۴، هنگامی که دادگاه استیناف مالزی شکل گرفت، مورد استفاده قرار گرفته است. رئیس دادگاه استیناف، در راس دادگاه استیناف، دومین دادگاه عالی مالزی از لحاظ سلسله مراتب قضایی، قرار دارد. این مقام، دومین جایگاه عالی در نظام قضایی مالزی بعد از رئیس قوه قضائیه مالزی است که پس از آن جایگاه‌های قاضی ارشد مالایا و قاضی ارشد صباح و ساراواک قرار گرفته است.